# The Dictators
The Dictators é uma banda de punk rock originária de Nova Iorque, formada em 1973. O critico John Dougan afirmou que foram "uma das melhores e mais influentes bandas do proto-punk a caminhar na terra." Os Dictators estão representados na "Ala Punk" do Rock and Roll Hall of Fame, em Cleveland, Ohio. Steven Van Zandt apelidou-os de "Elo de ligação entre a era do MC5, Stooges, New York Dolls, e a explosão do punk da segunda metade da década de 70."[carece de fontes?]

## História
A formação original a gravar em estúdio era constituída por Andy "Adny" Shernoff na guitarra baixo/vocal, Ross "The Boss" Friedman (também conhecido como Ross Funicello)na guitarra solo, Scott "Top Ten" Kempner na guitarra ritmo, e Stu Boy King na bateria(que foi, na realidade, o quarto baterista da banda desde a sua formação em 1973). Foi esta formação - juntamente com o roadie/vocalista ocasional e "Arma Secreta" ("SecretWeapon") Handsome Dick Manitoba - que gravou, em 1975, o álbum de estreia "Go Girl Crazy" para a editora Epic Records, produzido por Sandy Pearlman e Murray Krugman (mais conhecidos pelo seu trabalho com os Blue Öyster Cult). Apesar de ter poucas vendas na altura atualmente é considerado um dos álbuns mais importantes feitos por uma banda punk de Nova Iorque daquele período e continua a ser um dos discos mais divertidos e engraçados alguma vez feito.[carece de fontes?]
Frustrados pelas fracas vendas, o grupo separou-se por alguns meses no final de 1975 para se voltar a juntar no início de 1976 com Mark "The Animal" Mendoza a substituir Shernoff no baixo. Após alguns meses Shernoff regressou à banda como teclista. Esta formação depressa assegurou um contrato com a Asylum Records (o que se deveu em parte à notoriedade que o grupo ganhou após uma famosa discussão entre Manitoba e Wayne County) e lançou o segundo álbum, "Manifest Destiny", em 1977. Este álbum - mais uma vez produzido por Pearlman e Krugman - é geralmente considerado o mais fraco dos três primeiros álbuns da banda e mantinha um som consideravelmente mais mainstream. A banda resistiu a tocar músicas de Manifest Destiny durante vários anos por não ter sido re-editado em CD.
Foi durante este período que a banda foi batizada com a alcunha de "The 'Taters." Isto devido a um incidente durante uma turnê com o Uriah Heep e o Foreigner no qual os roadies dos Foreigner penduraram uma rede cheia de batatas por cima do palco e largaram-nas durante a atuação dos Dictators.
Em 1978 Mendonza abandonou a banda (de seguida juntou-se aos Twisted Sister) e Shernoff regressou à sua posição original na guitarra baixo. Foi esta formação de Manitoba, Shernoff, Friedman, Kempner, and Rich Teeter que gravou "Bloodbrothers" (mais uma vez produzido por Pearlman e Krugman). Foi o primeiro`´álbum a ter Manitoba como vocalista em todas as canções apesar de Bruce Springsteen - um grande admirador do grupo até aos dias de hoje- poder ser ouvido a contar "1-2-1-2-3-4" na faixa de abertura do álbum, "Faster and Louder." O álbum "Baby, Let's Twist" teve relativa divulgação em algumas rádios da costa este mas a falta de sucesso comercial levou à separação da banda no ano seguinte. Pouco tempo depois desta separação o baterista Mel Anderson abandonou os Twisted Sister e juntou-se aos The Dictators substituindo Teeter.

### Anos 80
Após a separação, Manitoba conduzia um táxi, Shernoff trabalhava como produtor e Friedman tornou-se num género de trabalhando primeiro com uma banda francesa de hard rock chamada Shakin' Street, em 1982 fundou o Manowar e produziu a primeira demo do Anthrax.
Apesar de Friedam ter falado com a imprensa de forma amarga sobre os Dictators na fase inicial dos Manowar, ele e os outros membros da banda começaram a reunir-se ocasionalmente em 1981 e, no mesmo ano, a editora ROIR lançou exclusivamente em cassette
"Fuck 'Em If They Can't Take a Joke", que continha temas dos três álbuns em estúdio do grupo, covers dos temas "What Goes On" do Velvet Underground e "Moon Upstairs" do Mott The Hoople e dois novos temas de Shernoff: "Loyola" e "New York New York."
Além de reuniões em espetáculos ocasionais pouco se ouviu falar dos Dictators nos cinco anos seguintes. No entanto, no final de 1986, Shernoff e Manitoba (juntamente com o guitarrista Daniel Rey) formaram os Wild Kingdom, chegando a gravar uma versão de "New York New York" para a banda sonora do filme de 1988 "Mondo New York"

### Anos 90
Na altura do lançamento do disco de estreia dos Wild Kingdom (então já conhecidos como Manitoba's Wild Kingdom) "…And You?" pela editora MCA Records, em 1990, Rey abandonou o grupo e foi substituído por Friedman tornando-se, para todos os efeitos, "…And You?" no quarto álbum dos Dictators (o grupo era completado por J.P. Patterson na bateria).
Com uma curta duração de 25 minutos este disco recebeu excelentes críticas, com a revista Rolling Stone a classificá-lo como o "primeiro grande disco do punk rock da década de 90." Após uma turnê por clubes nesse mesmo ano Kempner(que tinha andado ocupado no seu trabalho com os Del Lords durante a maior parte dos anos 80) juntou-se ao grupo e os Manitoba's Wild kingdom foram substituídos pelos The Dictators.
A capa de "…And You?" foi alvo de alguma controvérsia na altura pois foi adaptada de um poster de propaganda Nazi da época 2ª Guerra Mundial. Não foi a primeira vez que membros da banda (ironicamente maior parte deles judeus) foram alvo de acusações desta natureza pois o álbum "Go girl Crazy"  continha temas com os títulos "Master Race rock" e "Back To Africa."
Na década de 90 a vida pessoal dos membros da banda conheceu muitas mudanças.
Shernoff gravou e andou em turnê com os Fleshtones em 1989 e 1990, tornou-se num perito em vinhos e compôs com o Joey Ramone.
Em 1999 Manitoba abriu um negócio bem sucedido em East Village: um bar chamado Manitoba's.
Kempner obteve algum nível de respeito e reconhecimento das audiências do roots-rock devido ao seu trabalho com os Del-Lords nos anos 80. Em 1992 lançou o seu bem recebido álbum a solo "Tenement Angels" e juntou-se aos The Brandos em 1993.
O trabalho de Friedman com os Manowar e os Brain Surgeons trouxe-lhe reconhecimento juntos das audiências do heavy metal.
No entanto, nos finais da década de 90, o grupo - primeiro com Frank Funaro na bateria e, depois, outra vez com Patterson - começou a gravar o quarto álbum dos Dictators que foi eventualmente lançado em 2001 com o título "D.F.F.D.". O álbum teve um bom acolhimento do público e dois temas em particular - "Who Will Save Rock 'n' Roll" e "I Am Right" - devem ser considerados como clássicos legítimos da obra da banda. No entanto, Shernoff referiu que seria provavelmente o último álbum em estúdio do grupo uma vez que considerou que escrever músicas de rock se tornou mais difícil com o passar do tempo.

### Década de 2000
Manitoba atualmente canta juntamente com os membros originais dos MC5 e é DJ na Sirius Satellite Radio no Little Steven's Underground Channel. Seguida da mudança de Kempner para a Califórnia, em 2002, e a sua saída do grupo, os Dictators continuam a atuar para uma audiência dedicada e lançaram um novo álbum ao vivo, "VIVA Dictators" (com Kempner na guitarra ritmo), em 2005.
Mais recentemente, os The Dictators compilaram um álbum de demos, raridades e originais nunca editados, gravados ao longo da sua carreira de mais de 30 anos, lançado pela Norton Records em 2007 com o título "Every Day Is Saturday."
Em Novembro de 2007, Manitoba, juntamente com Amy Wallace, lançou "The Official Punk Rock Book of Lists" pela BackBeat Books, uma pequena editora subsidiária da Hal Leonard Publishing.
Em Julho de 2008, Kempner lançou o seu bem recebido segundo álbum a solo "Saving Grace". Encontra-se em fase de organizar uma banda para alguns espetáculos de verão.
Em Outubro de 2008, os Dictators reuniram-se para uma série de concertos em Espanha: 1 Outubro no APOLO 2 em Barcelona, 2 de Outubro na NAVE 8 em Alicante, 3 de Outubro na HEINEKEN em Madrid e, finalmente, a 4 de Outubro no KAFE ANTOKIA em Bilbao.

## Integrantes
- Ross "The Boss" Friedman - guitarra solo, backing vocals
- Richard Manitoba - vocal
- Andy Shernoff - baixo, teclado, vocal e backing vocals
- Scott "Top Ten" Kempner - guitarra base
- J.P. Patterson - bateria

Antigos
- Stu Boy King - bateria (1973-1975)
- Ritchie Teeter - bateria (1976-1979; faleceu em 2012)
- Mark Mendoza - baixo (1976-1978)
- Mel Anderson - bateria (1979)
- Frank Funaro - bateria (1996-1998)

## Discografia
- Go Girl Crazy! (1975)
- Manifest Destiny (1977)
- Bloodbrothers (1978)
- Fuck 'Em If They Can't Take a Joke (ROIR, 1981)
- The Dictators Live, New York, New York (ROIR, 1998)
- D.F.F.D. (2001)
- Viva Dictators (2005)
- Every Day Is Saturday (2007)
- Faster... Louder - The Dictators' Best 1975-2001 (2014) (greatest hits)

como Manitoba's Wild Kingdom
- Mondo New York soundtrack  (1988)
- ...And You?  (1990)